# 1841
1841 (MDCCCXLI) byl rok, který dle gregoriánského kalendáře započal pátkem.

## Události
- 4. března – Devátým americkým prezidentem se stal William Henry Harrison.
- 4. dubna – Zemřel americký prezident William Henry Harrison a na jeho místo o dva dny později nastoupil viceprezident John Tyler.
- 1. září – První vlak dojel po Severní dráze císaře Ferdinanda do Přerova.
- 17. října – První vlak dojel po Severní dráze císaře Ferdinanda do Olomouce.
- Skotský misionář a lékař David Livingstone odcestoval do Afriky.
- Turecko získalo Sýrii.
- V Praze byl přes Vltavu postaven Most císaře Františka I.

### Probíhající události
- 1817–1864 – Kavkazská válka
- 1839–1842 – První opiová válka
- 1839–1842 – První anglo-afghánská válka

## Vědy a umění
- Francouzský chemik Eugène-Melchior Péligot izoloval jako čistý prvek uran.
- Objeven theobromin
- Byla založena Česká archeologická společnost.

## Narození

### Česko

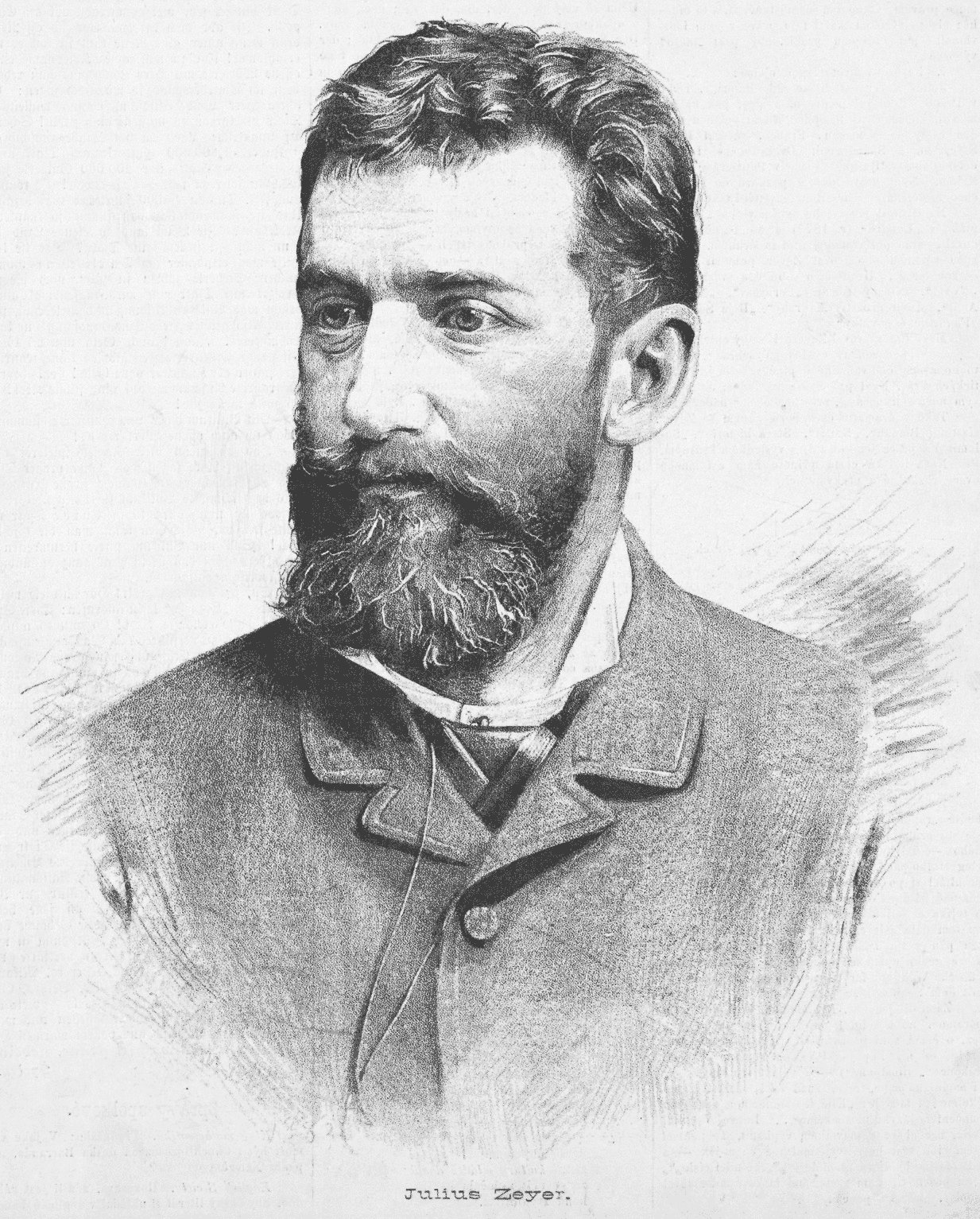
Julius Zeyer (* 26. dubna)

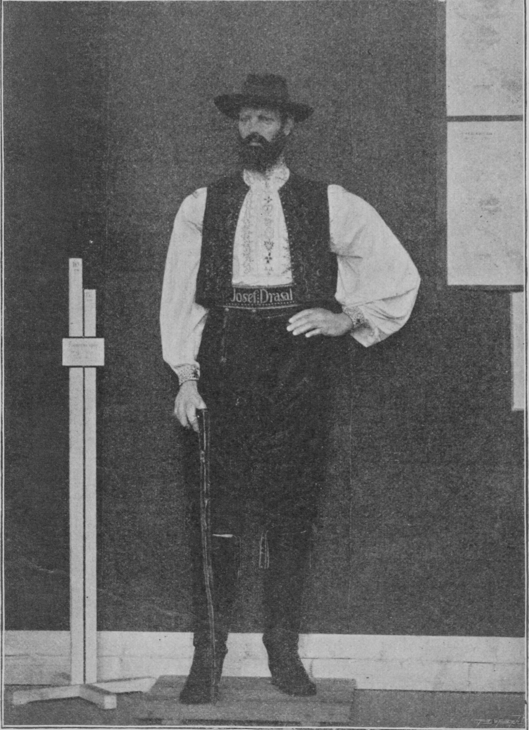
Josef Drásal (* 4. července)

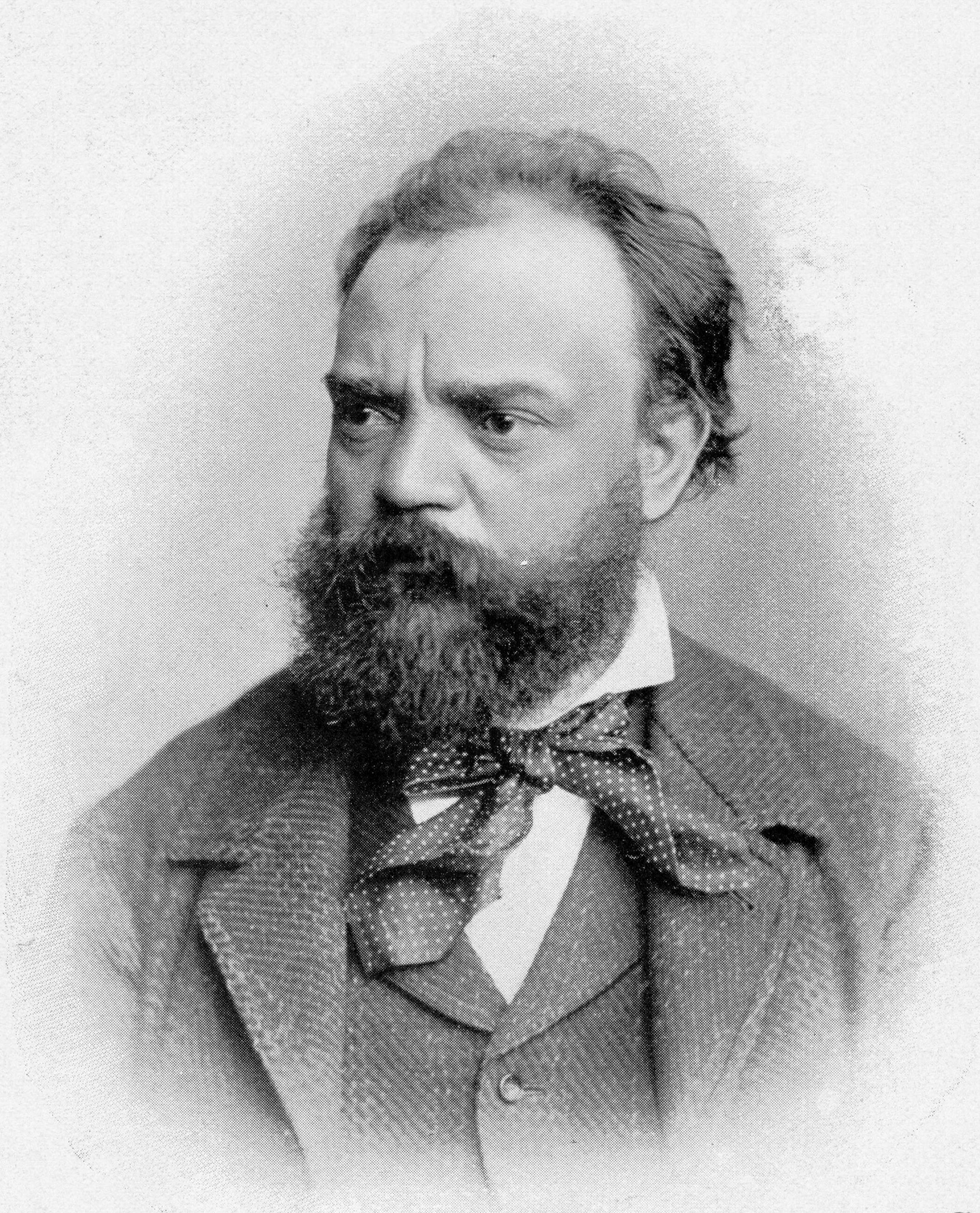
Antonín Dvořák (* 8. září)

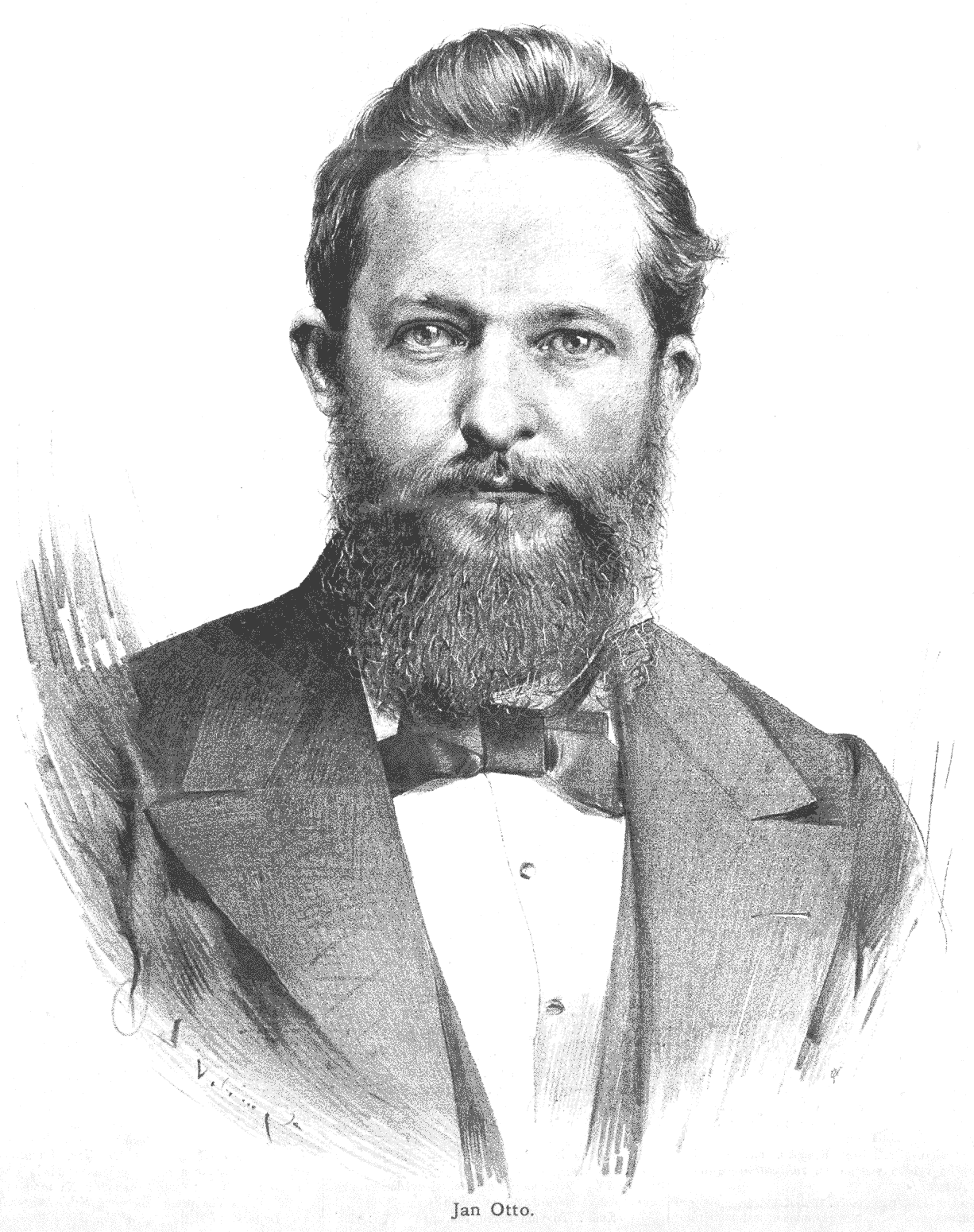
Jan Otto (* 8. listopadu)

- 06. ledna – František Kohout, knihkupec († 7. srpna 1899)
- 20. ledna – Eduard Albert, chirurg, univerzitní profesor († 26. září 1900)
- 25. ledna – Anna Hřímalá, klavíristka, operní pěvkyně a překladatelka († 1897)
- 26. ledna – František Saleský Bauer, arcibiskup olomoucký († 25. listopadu 1915)
- 29. ledna – Primus Sobotka, novinář, spisovatel a etnograf († 1. srpna 1925)
- 24. února – Josef Kahl, podnikatel a politik německé národnosti († 30. dubna 1913)
- 04. března – Josef Šolín, matematik a fyzik († 19. září 1912)
- 08. března – Josef Zukal, historik († 8. května 1929)
- 17. března – Vladimír Šťastný, kněz a básník († 20. srpna 1910)
- 18. března – Josef Štěrba, probošt litoměřické kapituly († 16. září 1909)
- 30. března – Josef Schreyer, ekonom, průkopník kampeliček († 22. října 1923)
- 31. března – Jan Bohuslav Miltner, středoškolský profesor a historik († 31. ledna 1887)
- 04. dubna – Čeněk Kotal, přírodovědec, redaktor časopisu Vesmír († 4. prosince 1883)
- 20. dubna – František Krišpín, malíř († 30. prosince 1870)
- 26. dubna – Julius Zeyer, spisovatel († 29. ledna 1901)
- 30. května – Karel Klíč, malíř a fotograf († 16. listopadu 1926)
- 02. června – Jan Tomáš, fotograf († 7. září 1912)
- 06. června – Emil Herrmann, právník, odborný spisovatel a překladatel († 3. listopadu 1892)
- 04. července – Josef Drásal, údajně nejvyšší člověk v Česku († 16. prosince 1886)
- 17. července – Franz Josef Anton von Pirkershausen, rakouský námořní důstojník († 12. srpna 1906)
- 21. července – Emanuel Bozděch, dramatik, překladatel, kritik a novinář († 10. února 1889)
- 30. července – Berta Mühlsteinová, básnířka a spisovatelka († 24. srpna 1887)
- 01. srpna – Vilém Barvič, hudební skladatel († 26. března 1892)
- 05. srpna – Eduard Orel, rakouský důstojník a polárník († 5. února 1892)
- 08. září – Antonín Dvořák, hudební skladatel († 1. května 1904)
- 11. září
  - Jan Kaftan, železniční inženýr a politik († 22. dubna 1909)
  - Friedrich Schönborn, šlechtic a předlitavský politik († 21. prosince 1907)
- 12. září – Jindřich Šolc, advokát, politik, starosta Prahy († 24. dubna 1916)
- 17. září – Václav Steffal, profesor anatomie († 14. dubna 1894)
- 17. října – Bohuslav Jiruš, šlechtic, lékař a botanik († 16. listopadu 1901)
- 06. listopadu – František Vymazal, filolog († 6. dubna 1917)
- 08. listopadu
  - Jan Otto, nakladatel († 29. května 1916)
  - Eugen Gura, operní pěvec († 26. srpna 1906)
- 14. listopadu – Martin Kříž, notář, speleolog a archeolog († 5. dubna 1916)
- 17. listopadu – Josef Huttary, malíř († 29. ledna 1890)
- 19. listopadu – Franz Xaver Hauschwitz, kapelník a hudební skladatel († 6. srpna 1917)
- 08. prosince – František Niklfeld, poslanec Českého zemského sněmu a starosta Přibyslavi († 18. ledna 1915)
- 12. prosince – Eduard Frank, stavitel v Krnově († 26. dubna 1906)
- 23. prosince – Antonín Hromada, operní pěvec a režisér, hudební pedagog († 21. června 1901)
- 27. prosince – Antonín Burjan, brněnský středoškolský profesor a matematik († 29. října 1919)
- 0? – Franz Tattermusch, poslanec Českého zemského sněmu († 3. září 1924)

### Svět

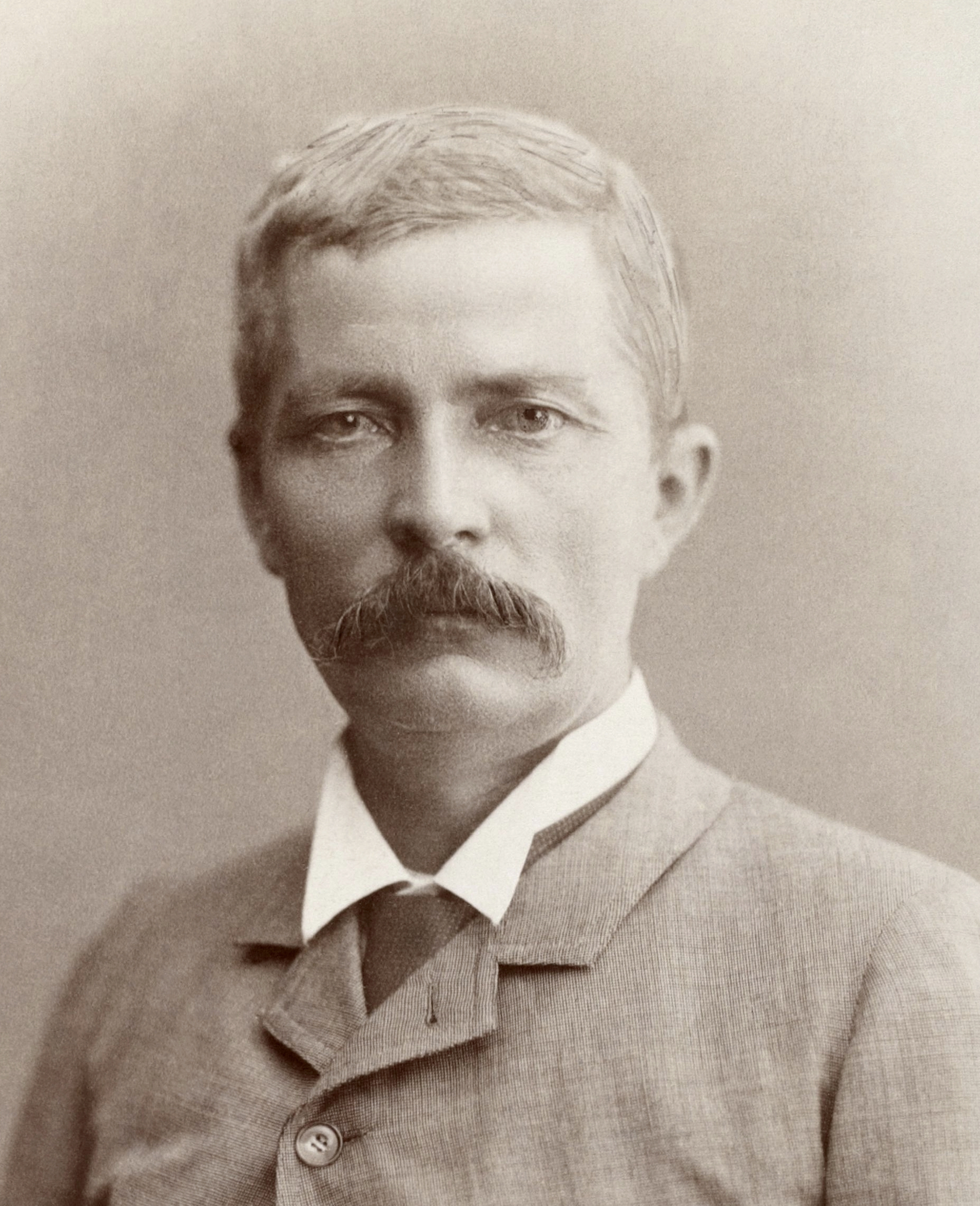
Henry Morton Stanley (* 28. ledna)

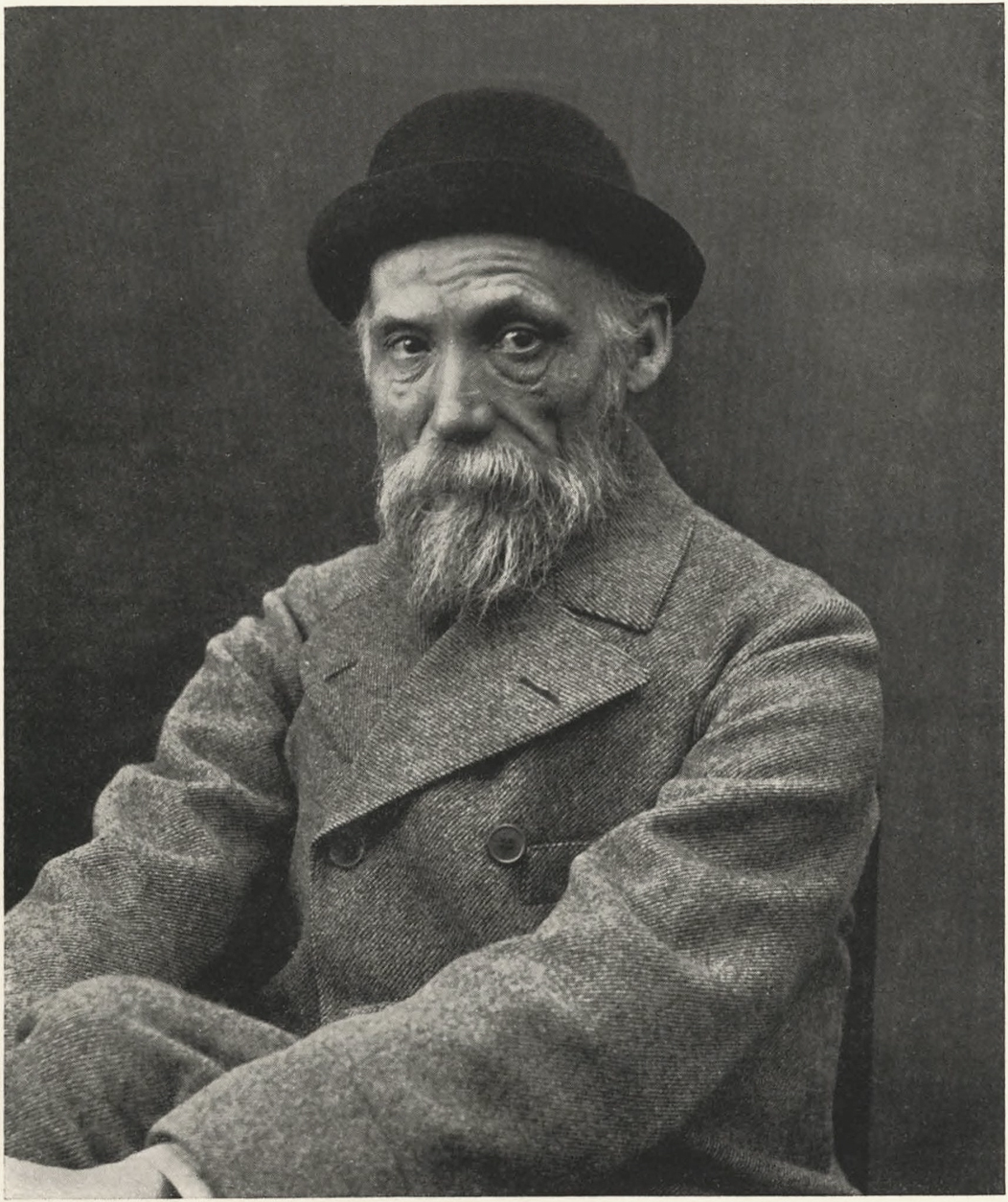
Auguste Renoir (* 25. února)

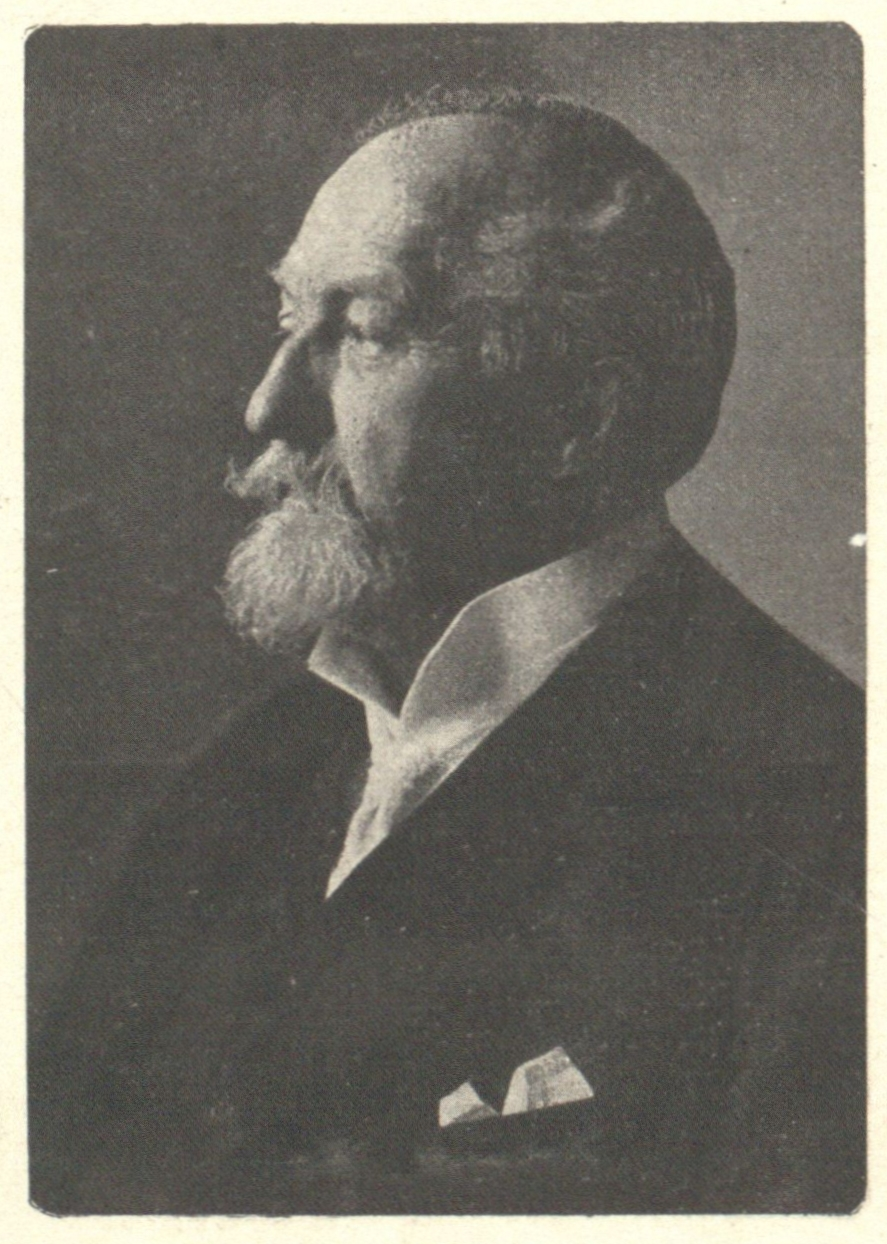
Otto Wagner (* 19. července)

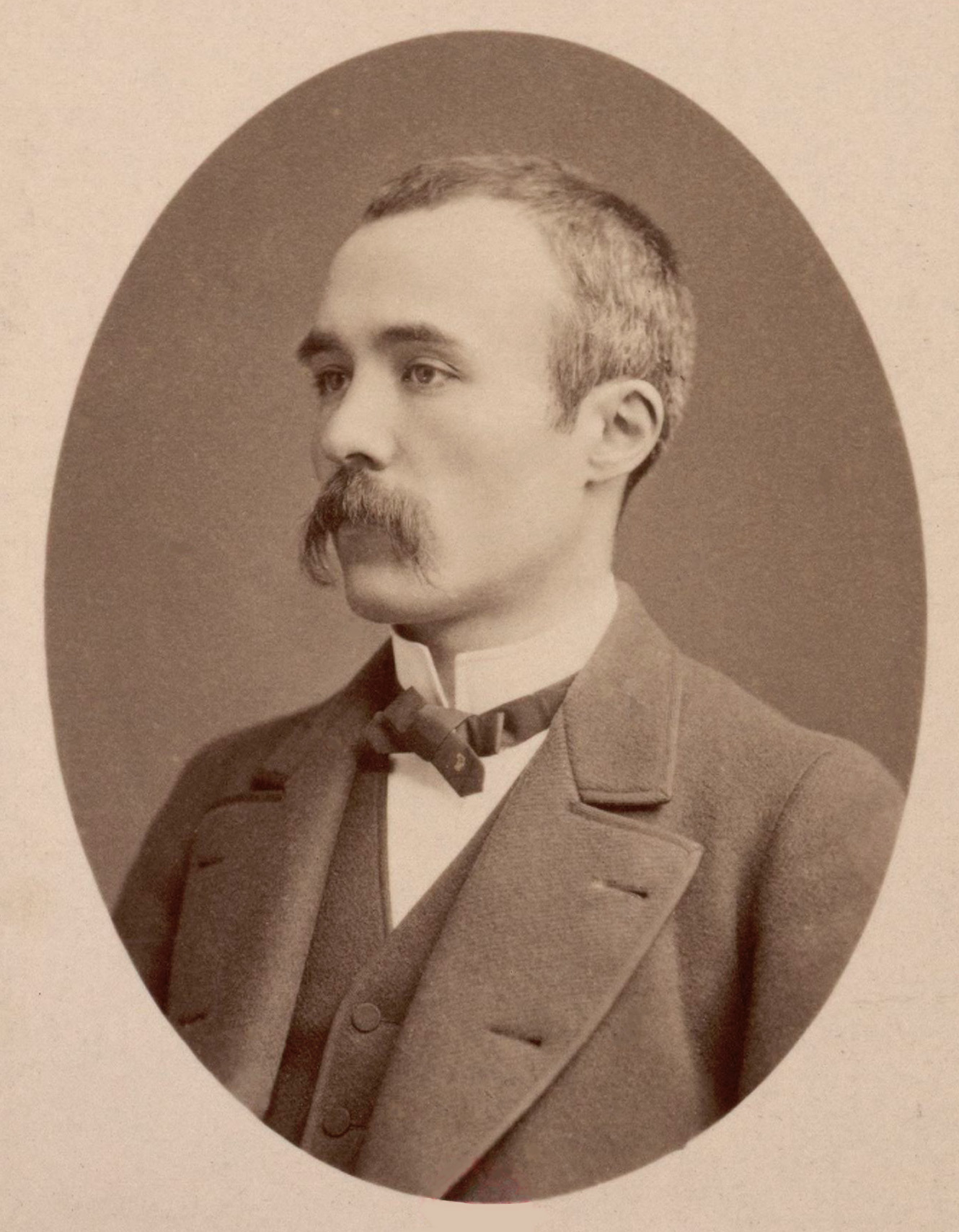
Georges Clemenceau (* 28. září)

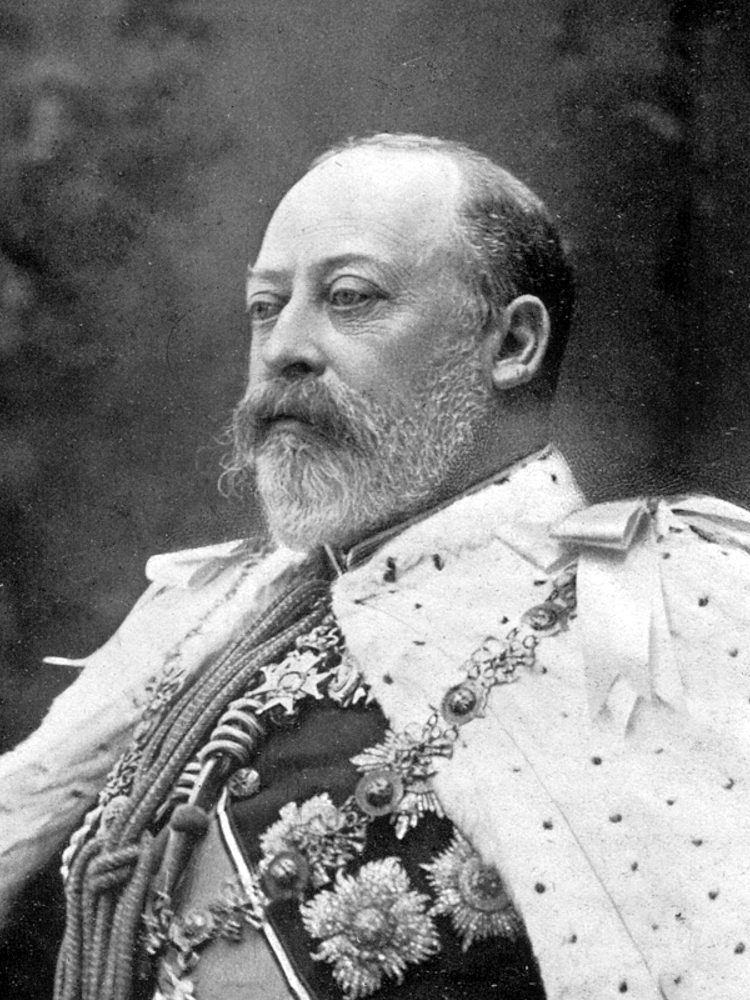
Eduard VII. (* 9. listopadu)

- 4. ledna – Emil von Guttenberg, předlitavský šlechtic, generál a politik († 30. ledna 1941)
- 14. ledna – Berthe Morisotová, francouzská malířka († 2. března 1895)
- 15. ledna – Frederick Stanley, šestnáctý hrabě Derby, generální guvernér Kanady († 14. června 1908)
- 17. ledna – Anton Dachler, rakouský architekt a stavební inženýr († 31. října 1921)
- 18. ledna – Emmanuel Chabrier, francouzský skladatel († 13. září 1894)
- 21. ledna – Édouard Schuré, francouzský spisovatel, filozof a muzikolog († 7. dubna 1929)
- 25. ledna – John Arbuthnot Fisher, britský admirál († 10. července 1920)
- 28. ledna – Sir Henry Morton Stanley, britský novinář, cestovatel († 10. května 1904)
- 30. ledna
  - Félix Faure, francouzský prezident († 16. února 1899)
  - Sam Loyd, americký šachista († 11. dubna 1911)
- 31. ledna – Laza Kostić, srbský básník († 26. listopadu 1910)
- 4. února – Hermenegildo Cardos de Brito Capelo, portugalský průzkumník afrického kontinentu († 4. května 1917)
- 10. února – Bartolo Longo, italský katolický laik, blahoslavený († 5. října 1926)
- 11. února – Adolfo Farsari, italský fotograf († 7. února 1898)
- 16. února – Armand Guillaumin, francouzský malíř († 26. června 1927)
- 19. února – Felipe Pedrell, španělský hudební skladatel († 19. srpna 1922)
- 24. února – Leonard Piętak, předlitavský politik († 26. února 1909)
- 25. února – Auguste Renoir, francouzský malíř († 3. prosince 1919)
- 26. února – Evelyn Baring, 1. hrabě Cromer, britský státník a diplomat († 29. ledna 1917)
- 6. března – Alfred Cornu, francouzský fyzik († 12. dubna 1902)
- 19. března – Georg von Hauberrisser, německý architekt († 17. května 1922)
- 28. března – Alfons Neapolsko-Sicilský, neapolsko-sicilský princ a hrabě z Caserty († 26. května 1934)
- 29. března – Max Fleischer, rakouský architekt († 8. prosince 1905)
- 2. dubna
  - Clément Ader, francouzský inženýr a vynálezce († 3. května 1925)
  - George Turner, anglický malíř († 29. března 1910)
- 5. dubna – Robert Rees, velšský operní pěvec – tenorista († 5. června 1892)
- 7. dubna – Alfred Cogniaux, belgický botanik († 15. dubna 1916)
- 21. dubna – Anselmo Lorenzo, španělský anarchista († 30. listopadu 1914)
- 24. dubna – Stanisław Madeyski-Poray, předlitavský právník, vysokoškolský pedagog a politik († 20. června 1910)
- 26. dubna – Wilhelm Scherer, rakouský germanista († 6. srpna 1886)
- 6. května – Otto Brückwald, německý architekt († 15. února 1917)
- 7. května – Gustave Le Bon, francouzský lékař, sociolog a archeolog († 13. prosince 1931)
- 12. května – Gandolph von Kuenburg, předlitavský politik († 2. března 1921)
- 21. května – Joseph Parry, velšský hudební skladatel († 17. února 1903)
- 27. května – René Panhard, francouzský průkopník automobilismu († 16. července 1908)
- 2. června – Federico Zandomeneghi, italský malíř († 31. prosince 1917)
- 6. června – Eliza Orzeszkowa, polská spisovatelka († 18. května 1910)
- 18. června – Lester Frank Ward, americký sociolog a biolog († 18. dubna 1913)
- 30. června – Albert Fernique, francouzský fotograf († 1898)
- 2. července – Alexandr Michajlovič Zajcev, ruský chemik († 1. září 1910)
- 5. července – Mary McElroyová, první dáma USA († 8. ledna 1917)
- 13. července – Otto Wagner, rakouský architekt († 11. dubna 1918)
- 21. července – Edmund Behles, italský fotograf († 23. listopadu 1924)
- 26. července – Carl Robert Jakobson, estonský národní buditel, spisovatel a novinář († 19. března 1882)
- 27. července – Axel Lindahl, švédský fotograf († 11. prosince 1906)
- 29. července – Henri Fayol, francouzský ekonom († 19. listopadu 1925)
- 12. srpna – Leon Van Loo, belgický fotograf († 10. ledna 1907)
- 25. srpna – Emil Theodor Kocher, švýcarský lékař, nositel Nobelovy ceny za fyziologii a medicínu († 27. července 1917)
- 28. srpna – Ernst Friedländer, německý archivář († 1. ledna 1903)
- 2. září – Julius von Payer, německý objevitel, kartograf a malíř pocházející z Čech († 19. srpna 1915)
- 3. září – Mychajlo Drahomanov, ukrajinský ekonom, historik, filozof, anarchista a etnograf († 2. července 1895)
- 4. září – Emil Kautzsch, německý evangelický teolog († 7. května 1910)
- 23. září – Konrad Fiedler, německý teoretik umění († 13. června 1895)
- 26. září – Eugène Pirou, francouzský fotograf a režisér († 30. září 1909)
- 27. září – Alexander Mocsáry, maďarský entomolog († 26. prosince 1915)
- 28. září – Georges Clemenceau, francouzský politik († 24. listopadu 1929)
- 29. září – Gerard Adriaan Heineken, nizozemský obchodník a pivovarník († 18. března 1893)
- 4. října – Marie Bavorská, bavorská princezna a poslední královna obojí Sicílie († 19. ledna 1925)
- 7. října – Nikola I. Petrović-Njegoš, černohorský kníže, král a básník († 1. března 1921)
- 12. října – Andrej Černiansky, slovenský redaktor a publicista († 1. února 1923)
- 16. října – Hirobumi Itó, ministerský předseda Japonska († 26. října 1909)
- 18. října – Ernst von Plener, předlitavský politik († 29. dubna 1923)
- 3. listopadu – Eugenius Warming, dánský botanik († 2. dubna 1924)
- 6. listopadu – Armand Fallières, francouzský prezident († 22. června 1931)
- 9. listopadu – Eduard VII., britský král († 6. května 1910)
- 10. listopadu – Heinrich von Pitreich, ministr války Rakouska-Uherska († 13. ledna 1920)
- 19. listopadu – Andrej Kmeť, slovenský kněz, přírodovědec a archeolog († 16. února 1908)
- 20. listopadu – Victor D'Hondt, belgický právník, obchodník a matematik († 30. května 1901)
- 26. listopadu – Giovanni Battista Piamarta, italský katolický kněz a světec († 25. dubna 1913)
- 27. listopadu – Kimbei Kusakabe, japonský fotograf († 19. dubna 1934)
- 6. prosince – Frédéric Bazille, francouzský malíř († 28. listopadu 1870)
- 10. prosince – Joseph Henry Blackburne, britský šachista († 1. září 1924)
- 20. prosince – Ferdinand Buisson, francouzský pacifista a socialistický politik († 16. února 1932)
- ? – Casimir Arvet-Touvet, francouzský botanik († 1913)
- ? – Charles André, francouzský architekt († 1921)
- ? – William Willis, britský fotograf, vynálezce († 1923)

## Úmrtí

### Česko
- 13. února – Josef Mirovít Král, kněz, obrozenecký spisovatel, básník a překladatel (* 16. března 1789)
- 24. října – František Antonín Gindl, rakouský a moravský církevní hodnostář, brněnský biskup (* 15. září 1786)
- 10. listopadu – Johann David Starck, šlechtic a podnikatel (* 3. května 1770)

### Svět

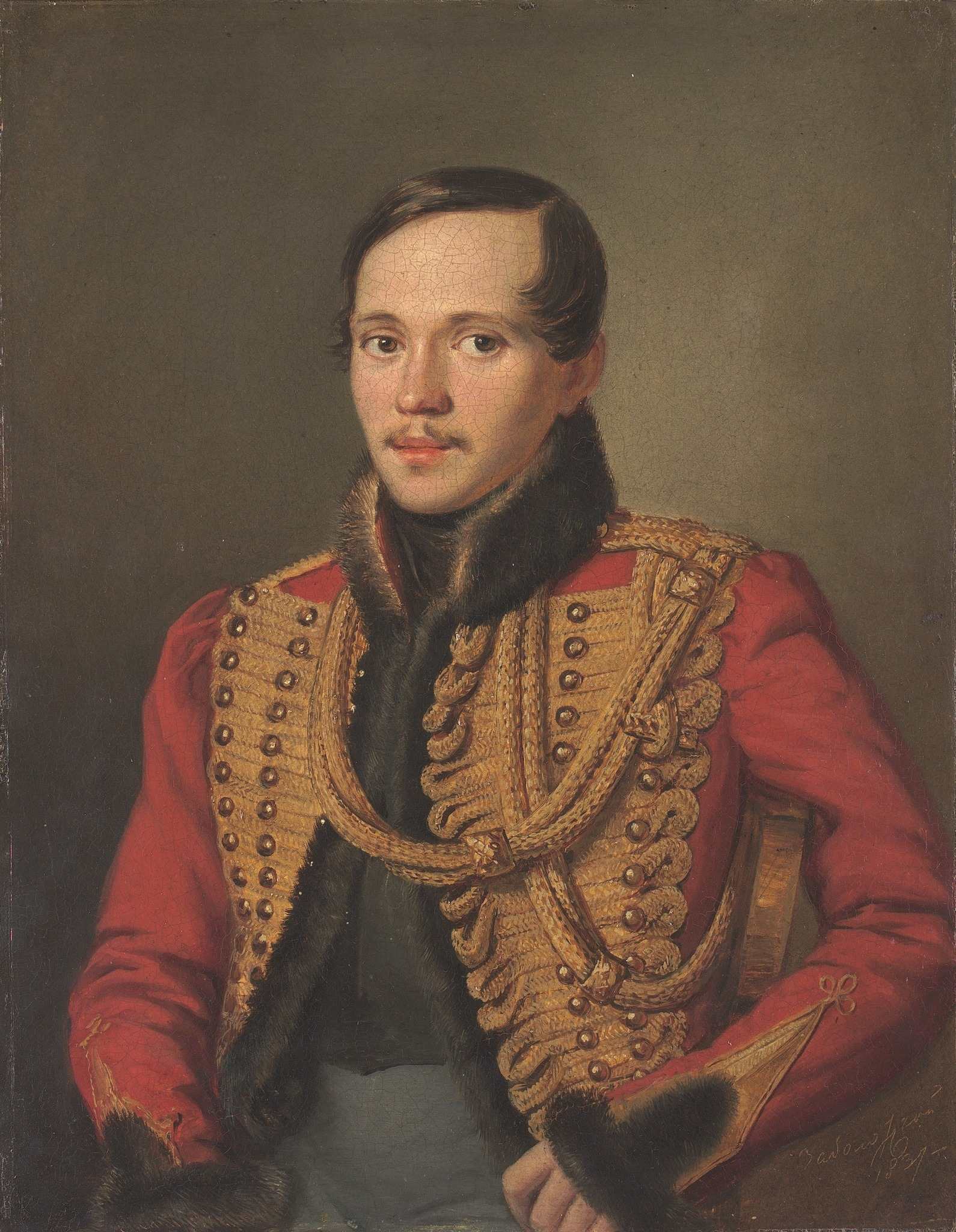
Michail Jurjevič Lermontov († 27. července)

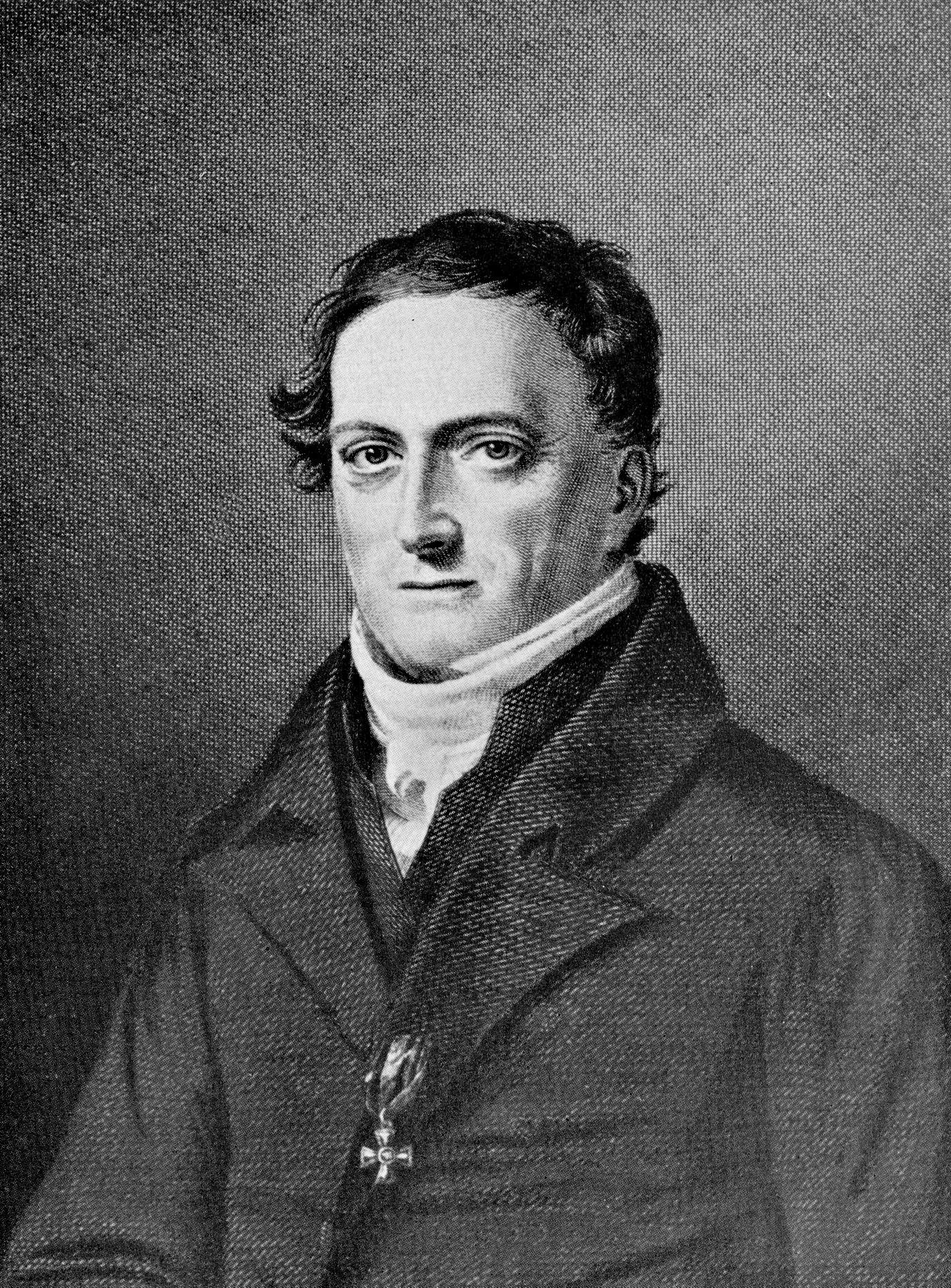
Johann Friedrich Herbart († 14. srpna)

- 5. ledna – Jean-Pierre Vaucher, švýcarský botanik a teolog († 27. dubna 1763)
- 9. ledna – Pierre Augustin Hulin, francouzský generál (* 6. září 1758)
- 13. ledna – Bertrand Barère de Vieuzac, francouzský politik a novinář (* 10. září 1755)
- 20. ledna – Jørgen Jørgensen, dánský korzár (* 7. dubna 1780)
- 5. února – Gabriel Csepcsányi, maďarsko-slovenský matematik (* 17. června 1775)
- 17. února – Ferdinando Carulli, italský kytarista a skladatel (* 9. února 1770)
- 20. února – Marie Antonie Josefa Parmská, parmská princezna (* 28. listopadu 1774)
- 28. února – Claude François Chauveau-Lagarde, francouzský advokát (* 21. ledna 1756)
- 31. března – Eduard Gurk, rakouský malíř (* 17. listopadu 1801)
- 4. dubna – William Henry Harrison, americký prezident (* 9. února 1773)
- 28. dubna
  - Petr Chanel, katolický světec (* 12. července 1803)
  - Johann Christian Wilhelm Augusti, německý evangelický teolog, archeolog a orientalista (* 27. října 1771)
- 29. dubna – Aloysius Bertrand, francouzský básník a spisovatel (* 20. dubna 1807)
- 21. května – Julian Ursyn Niemcewicz, polský politik a spisovatel (* 6. února 1758)
- 23. května – Franz von Baader, německý lékař, filosof a teolog (* 27. března 1765)
- 31. května – George Green, britský matematik a fyzik (* 14. července 1793)
- 5. června – Nicolas Appert, pařížský cukrář, který vynalezl konzervu a bujónovou kostku (* 17. listopadu 1749)
- 21. června – Carl Bernhard Garve, německý evangelický teolog a básník (* 24. ledna 1763)
- 29. června – Frederika Meklenbursko-Střelická, princezna pruská, královna hannoverská (* 2. března 1778)
- 18. července – Jozef Decrett, slovenský lesník (* 12. července 1774)
- 27. července – Michail Jurjevič Lermontov, ruský básník, prozaik, dramatik (* 15. října 1814)
- 14. srpna – Johann Friedrich Herbart, německý filosof, psycholog a pedagog (* 4. května 1776)
- 26. srpna – Ignaz von Seyfried, rakouský dirigent a hudební skladatel (* 15. srpna 1776)
- 9. září – Augustin Pyramus de Candolle, švýcarský botanik (* 4. února 1778)
- 18. září – Hibetullah Sultan, osmanská princezna a dcera sultána Abdulhamida I. (* 16. března 1789)
- 1. října – Claudine Rhédey von Kis-Rhéde, hraběnka z Hohensteinu (* 21. září 1812)
- 9. října – Karl Friedrich Schinkel, pruský architekt, malíř a scénograf (* 13. března 1781)
- 25. října – Francis Leggatt Chantrey, anglický sochař (* 7. dubna 1781)
- 28. října – Johann Arfvedson, švédský chemik (* 12. ledna 1792)
- 2. listopadu – Alexander Burnes, britský cestovatel (* 16. května 1805)
- 9. listopadu – Victor Audouin, francouzský přírodovědec (* 27. dubna 1797)
- 13. listopadu – Karolína Frederika Vilemína Bádenská, bavorská královna (* 13. července 1776)
- 3. prosince – Paolo di Pola, benátský šlechtic, básník, libretista (* 10. února 1773)

## Hlavy států

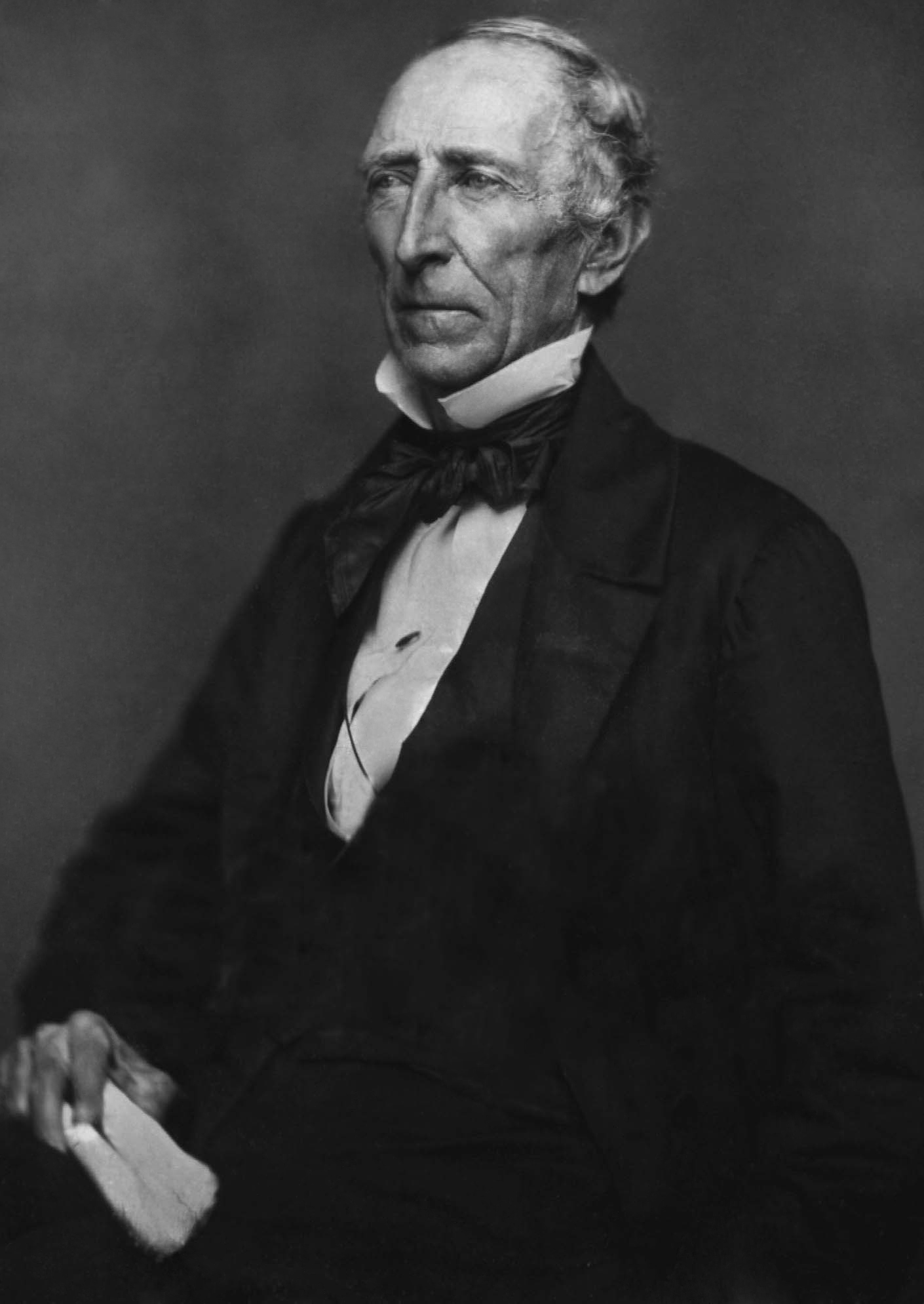
Americkým prezidentem se stal John Tyler

- Francie – Ludvík Filip (1830–1848)
- Království obojí Sicílie – Ferdinand II. (1830–1859)
- Osmanská říše – Abdülmecid I. (1839–1861)
- Prusko – Fridrich Vilém IV. (1840–1861)
- Rakouské císařství – Ferdinand I. (1835–1848)
- Rusko – Mikuláš I. (1825–1855)
- Spojené království – Viktorie (1837–1901)
- Španělsko – Isabela II. (1833–1868)
- Švédsko – Karel XIV. (1818–1844)
- USA – Martin Van Buren (1837–1841) do 4. března / William Henry Harrison (1841) / John Tyler (1841–1845) od 4. dubna
- Papež – Řehoř XVI. (1830–1846)
- Japonsko – Ninkó (1817–1846)
- Lombardsko-benátské království – Rainer Josef Habsbursko-Lotrinský